# ريان غرين
ريان غرين (بالإنجليزية: Ryan Green)‏ (20 أكتوبر 1980 بكارديف في المملكة المتحدة - ) هو لاعب كرة قدم بريطاني في مركزي الظهير والدفاع. شارك مع منتخب ويلز تحت 21 سنة لكرة القدم ومنتخب ويلز لكرة القدم. أما مع النوادي، فقد لعب مع شيفيلد وينزداي وكارديف سيتي ونادي بريستول روفيرز ونادي توركي يونايتد ونادي ميلوول ووولفرهامبتون واندررز ونادي هيرفورد وHereford F.C. ‏ وPort Talbot Town F.C. ‏ وMerthyr Town F.C. ‏.

## وصلات خارجية
- ريان غرين على موقع قاعدة بيانات كرة القدم.إي يو (الإنجليزية)
- ريان غرين على موقع Soccerbase.com (لاعب) (الإنجليزية)